# Episodi di Rush (quarta stagione)
La quarta e ultima stagione della serie televisiva Rush è stata trasmessa in Australia da Network Ten dal 1º settembre 2011 al 17 novembre 2011.
In Italia, la stagione viene trasmessa su Premium Crime dal 26 luglio al 6 settembre 2012.
| nº | Titolo originale    | Titolo italiano          | Prima TV Australia | Prima TV Italia  |
| -- | ------------------- | ------------------------ | ------------------ | ---------------- |
| 1  | Series 4 Episode 1  | Indagine particolare     | 1º settembre 2011  | 26 luglio 2012   |
| 2  | Series 4 Episode 2  | Joe e Lexi               | 1º settembre 2011  | 26 luglio 2012   |
| 3  | Series 4 Episode 3  | La corsa rossa           | 8 settembre 2011   | 2 agosto 2012    |
| 4  | Series 4 Episode 4  | Traffico d'armi          | 15 settembre 2011  | 2 agosto 2012    |
| 5  | Series 4 Episode 5  | Fronte del porto         | 22 settembre 2011  | 9 agosto 2012    |
| 6  | Series 4 Episode 6  | Sotto copertura          | 29 settembre 2011  | 9 agosto 2012    |
| 7  | Series 4 Episode 7  | L'attacco                | 6 ottobre 2011     | 16 agosto 2012   |
| 8  | Series 4 Episode 8  | L'addio                  | 13 ottobre 2011    | 16 agosto 2012   |
| 9  | Series 4 Episode 9  | Bomba sporca             | 20 ottobre 2011    | 23 agosto 2012   |
| 10 | Series 4 Episode 10 | Il russo                 | 27 ottobre 2011    | 23 agosto 2012   |
| 11 | Series 4 Episode 11 | Poliziotti e giustizieri | 3 novembre 2011    | 30 agosto 2012   |
| 12 | Series 4 Episode 12 | Il segreto               | 10 novembre 2011   | 30 agosto 2012   |
| 13 | Series 4 Episode 13 | Pericolo imminente       | 17 novembre 2011   | 6 settembre 2012 |